# گله چاه (نهبندان)
گله چاه روستایی در دهستان بندان بخش مرکزی شهرستان نهبندان استان خراسان جنوبی ایران است. بر پایه سرشماری عمومی نفوس و مسکن در سال ۱۳۹۰ جمعیت این روستا ۲۹ نفر (در ۵ خانوار) بوده‌است.